# Remifentanil
Remifentanil este un opioid extrem de puternic, folosit în anestezie, cu degradare rapidă, astfel că poate fi administrat doar continuu (perfuzie) și la oprirea administrării, încetează efectul analgetic.